# Mascha Kaléko

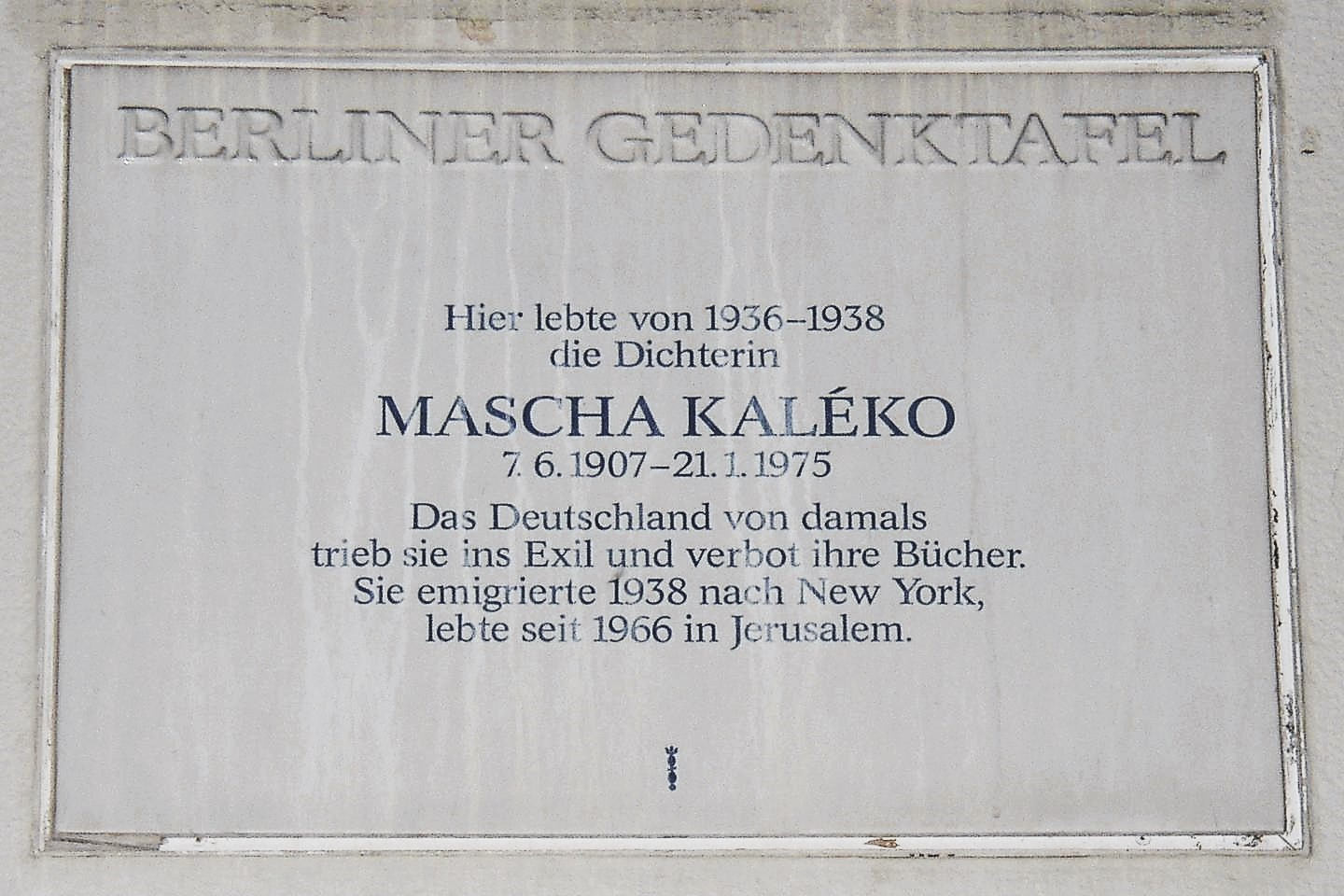
Tablica poświęcona poetce w Charlottenburgu w Berlinie

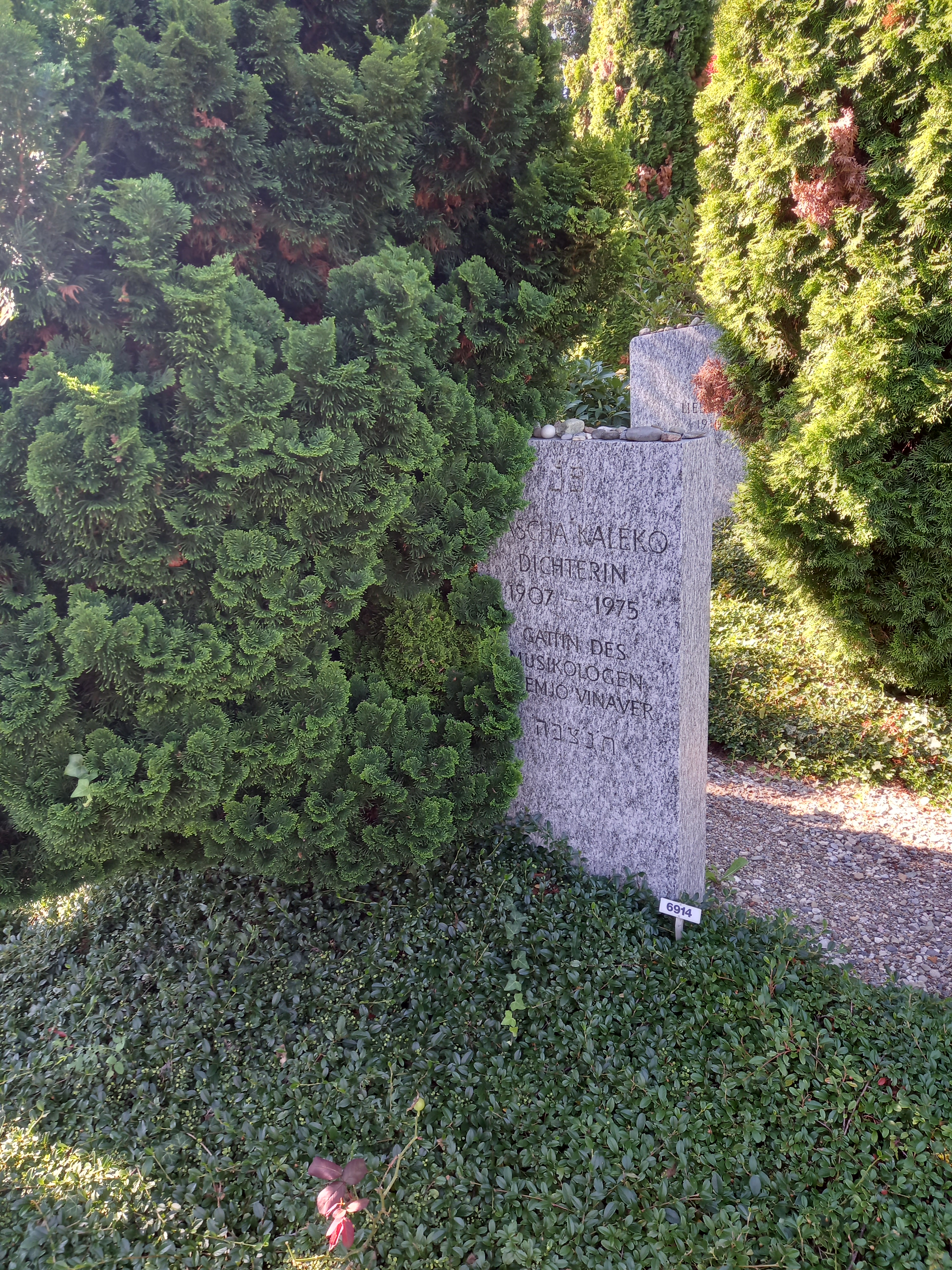
Grób Maschy Kaléko na cmentarzu żydowskim w Zurychu

Mascha Kaléko właśc. Golda Malka Aufen (ur. 7 czerwca 1907 w Chrzanowie, zm. 21 stycznia 1975 w Zurychu) – niemiecka poetka.

## Życiorys
Mascha Kaléko urodziła się jako Golda Malka Aufen – nieślubne dziecko żydowskiego kupca rosyjskiego pochodzenia Fischela Engela (1884–1956) i pochodzącej z Moraw Rozalii Chaji Reisel Aufen (1883–1975). Rodzice pobrali się w roku 1922, ojciec uznał wówczas córkę, która przyjęła także jego nazwisko (Engel).
Z obawy przed pogromami Golda z matką przeniosły się na początku I wojny światowej do Frankfurtu nad Menem, ojciec został internowany jako obywatel rosyjski. W 1916 roku rodzina przeprowadziła się do Marburga, a w 1918 roku do Berlina. Tam Golda uczęszczała do szkoły. Z woli ojca zaniechała studiów i w 1925 roku podjęła pracę biurową, studiując filozofię i psychologię na kursach wieczorowych na Lessing-Hochschule i Uniwersytecie Fryderyka Wilhelma w Berlinie.
31 lipca 1928 roku poślubiła starszego o prawie 10 lat nauczyciela języka hebrajskiego Saula Aarona Kaléko. W końcu lat dwudziestych weszła w środowisko berlińskiej awangardy, poznała m.in. Else Lasker-Schüler, Ericha Kästnera i Joachima Ringelnatza.
W 1929 roku ogłosiła drukiem pierwsze wiersze w piśmie „Der Querschnitt”. W styczniu 1933 roku ukazał się jej „Liryczny zeszyt stenogramów”.
W grudniu 1936 roku urodziła syna Ewjatara Alexandra zwanego Stevenem (Steven Vinaver 1936–1968), którego ojcem był dyrygent i muzykolog Chemjo Vinaver. W 1938 roku rozwiodła się z Saulem Kaléko, ale zachowała jego nazwisko jako pseudonim literacki. Sześć dni po rozwodzie została żoną Vinavera. 
W 1938 razem wyemigrowali do USA. Kaléko utrzymywała tam rodzinę pisaniem tekstów reklamowych. W 1944 roku otrzymała amerykańskie obywatelstwo.
Po wojnie powróciła do Niemiec. Wydawnictwo Rowohlta wznowiło „Liryczny zeszyt stenogramów” w 1956 roku. Za namową męża wyjechała w 1960 roku do Jerozolimy, gdzie cierpiała osamotnienie wskutek językowej i kulturalnej izolacji. Po śmierci syna (1968) i męża (1973) zamierzała powrócić do Berlina.
Ostatni raz odwiedziła Niemcy we wrześniu 1974 roku. Podczas podróży powrotnej do Jerozolimy pogorszył się jej stan zdrowia. Trafiła do szpitala w Zurychu, gdzie zmarła wskutek komplikacji związanych z rakiem żołądka. Spoczęła na żydowskim cmentarzu Oberer Friesenberg w Zurychu.
W 1995 roku jedna z berlińskich ulic w dzielnicy Kladow została nazwana jej imieniem. 
W 2018 roku została patronką szkoły podstawowej w Berlinie-Mariendorf.